# Boston-Marathon 1931
| 35. Boston-Marathon    | 35. Boston-Marathon        |
| ---------------------- | -------------------------- |
| Stadt                  | Boston, Vereinigte Staaten |
| Datum                  | 20. April 1931             |
| Distanz                | 41,1 – 42,2 Kilometer      |
| Sieger                 |                            |
| Männer                 | James Henigan (2:46:45 h)  |
| ← Boston-Marathon 1930 | Boston-Marathon 1932 →     |
| Website                | Offizielle Website         |

Der Boston-Marathon 1931 war die 35. Ausgabe der jährlich stattfindenden Laufveranstaltung in Boston, Vereinigte Staaten. Der Marathon fand am 20. April 1931 statt. Die Laufdistanz betrug zwischen 41,1 und 42,2 Kilometer.
Es gewann James Henigan in 2:46:45 h.

## Ergebnis
| Platz | Athlet              | Land               | Zeit (h) |
| ----- | ------------------- | ------------------ | -------- |
| 01    | James Henigan       | Vereinigte Staaten | 2:46:45  |
| 02    | Fred Ward           | Vereinigte Staaten | 2:49:03  |
| 03    | Yrjö Korholin-Koski | Finnland           | 2:53:27  |
| 04    | Sulo Fagerlund      | Vereinigte Staaten | 2:53:41  |
| 05    | Clarence DeMar      | Vereinigte Staaten | 2:55:46  |
| 06    | Percy Wyer          | Kanada             | 2:56:01  |
| 07    | Dave Komonen        | Finnland           | 2:58:31  |
| 08    | Paul de Bruyn       | Deutsches Reich    | 2:59:09  |
| 09    | Gordon Norman       | Vereinigte Staaten | 3:03:33  |
| 10    | Johnny Miles        | Kanada             | 3:04:56  |